# Contea di Rio Arriba
La contea di Rio Arriba, in inglese Rio Arriba County, è una contea dello Stato del Nuovo Messico, negli Stati Uniti. La popolazione al censimento del 2000 era di 41 190 abitanti. Il capoluogo di contea è Tierra Amarilla.

## Geografia
La contea si trova nel nord dello Stato al confine con il Colorado. Il punto più alto della contea è Truchas Peak.
Tra le aree protette nella contea troviamo la foresta nazionale di Carson e il Camino Real de Tierra Adentro.
Nella contea si trova la Riserva Apache Jicarilla.

### Contee confinanti
- Contea di Conejos (Colorado) - nord
- Contea di Archuleta (Colorado) - nord
- Contea di Taos - est
- Contea di Mora - sud-est
- Contea di Santa Fe - sud-est
- Contea di Los Alamos - sud
- Contea di Sandoval - sud-ovest
- Contea di San Juan - ovest

## Storia
La contea fu creata nel 1852 dal Territorio del Nuovo Messico. Il capoluogo è Terra Amarilla dal 1880. Il nome della contea significa "fiume in alto" poiché il Rio Grande, il fiume principale dello Stato, passa di qui.

## Comuni

### City
- Española

### Village
- Chama

### Census-designated places
| - Abiquiú - Alcalde - Brazos - Canjilon - Cañones - Canova - Chamita - Chili - Chimayo - Cordova | - Coyote - Dixon - Dulce - El Duende - El Rito - Ensenada - Gallina - Hernandez - La Madera - La Mesilla | - La Villita - Lindrith - Los Luceros - Los Ojos - Lumberton - Lybrook - Lyden - Medanales - Ohkay Owingeh - Ojo Caliente | - Ojo Sarco - Pueblito - Rio Chiquito - San Jose - Santa Clara Pueblo - Tierra Amarilla (capoluogo) - Truchas - Velarde - Youngsville |